# Pachnobia saxigena
Pachnobia saxigena är en fjärilsart som beskrevs av Morrison 1874. Pachnobia saxigena ingår i släktet Pachnobia och familjen nattflyn. Inga underarter finns listade i Catalogue of Life.